# Majhauli Raj
Majhauli Raj é uma cidade e uma nagar panchayat no distrito de Deoria, no estado indiano de Uttar Pradesh.

## Demografia
Segundo o censo de 2001, Majhauli Raj tinha uma população de 17,200 habitantes. Os indivíduos do sexo masculino constituem 51% da população e os do sexo feminino 49%. Majhauli Raj tem uma taxa de literacia de 46%, inferior à média nacional de 59.5%: a literacia no sexo masculino é de 59% e no sexo feminino é de 33%. Em Majhauli Raj, 17% da população está abaixo dos 6 anos de idade.